# Interdicción lingüística
Interdicción lingüística es un impedimento psicológico para la utilización de ciertas palabras consideradas tabués debido a factores de tipo social, cultural o existencial, ya que esas palabras provocan asociaciones mentales ingratas, vulgares o socialmente incorrectas y en consecuencia se tiende a sustituirlas o suavizarlas por otra palabra neutral a la que se le denomina eufemismo.

## Definición sociolingüística
En sociolingüística, se le llama interdicción lingüística al fenómeno que consiste en la prohibición de usar ciertas palabras que designan situaciones desagradables o temidas. Este fenómeno está ampliamente ligado a la noción de prestigio. Como se sabe, la sociedad impone sobre la lengua un uso calificado de normativo que se presupone estándar y, con ello, estigmatiza ciertas formas, construcciones o pronunciaciones al calificarlas de marginales. Esto no quiere decir que no se usen en determinados contextos o en determinadas ocasiones. Así, por ejemplo, está comprobado que las mujeres son más sensibles a la norma lingüística, pues, por lo general, se mantienen dentro de las formas de prestigio. Los hombres, al contrario, se dejan llevar por la utilización de formas no aceptadas, lo cual se entiende como un acto que reafirma su masculinidad.

## Término tabú y atenuación
Por lo general, en la interdicción lingüística se reconocen dos procesos: el término tabú y la atenuación. El término tabú es aquel que el hablante identifica como desagradable y, por lo tanto, socialmente inaceptable. Los tabúes, por lo general, están condicionados por los valores y las convenciones sociales como la moral o las supersticiones.
La palabra tabú fue introducida al mundo occidental por los diarios del capitán James Cook, quien, en sus exploraciones de las islas del Mar del Sur, encontró que los nativos utilizaban el término “tabú” o “tafú" para referirse a cosas que era prohibido tocar, para lugares prohibidos y personas con actividades limitadas. El tabú, entonces, se refiere en lingüística a la prohibición de pronunciar una palabra en virtud de su contenido. 
El aspecto más interesante del tabú lingüístico es que llega a extenderse a voces fonéticamente semejantes. Así, por ejemplo, la voz coger en ciertas variantes del español de América es tabú por su homofonía con la voz interdicta. En inglés, las voces cock (gallo) y cockroach (cucaracha) han sido sustituidas por rooster y roach respectivamente por evitar la evocación del tabú cock (pene). Asimismo, en japonés, el número cuatro (shi) se considera tabú por ser homófono de la palabra muerte.
La atenuación, por su parte, consiste en recurrir a fórmulas, eufemismos, metáforas, figuras del lenguaje o gestos que evitan la utilización del término o expresión estigmatizada. Por este medio, los tabúes son modificados, sustituidos o simplemente evitados. Para tal efecto, se recurre a diversos medios:
1. La palabra despreciable se atenúa por medio de la adición de un diminutivo. Por ejemplo, en español gordito es más aceptable que gordo y en inglés se prefiere decir a little old lady en lugar de old lady.
2. La palabra estigmatizada se representa con su letra inicial como H.P. (Hijo de puta) en español o S.O.B. (Son of a bitch) en inglés.
3. Se utiliza la distorsión fonética para eludir el término tabú. Así, en español en lugar de decir mierda no es raro que se recurra a la palabra miércoles.
4. La palabra tabú es sustituida por otra. Tal el caso de decir trasero en lugar de culo.
5. Por último, también se puede recurrir a un gesto para sustituir la palabra. Sin embargo, los gestos también se llegan a considerar tabú.

## Temas tabuizados
El tabú, a lo largo de la historia, ha girado en torno a cuatro grandes temas: 
- La religión: El caso más conocido es el de los judíos, quienes no podían pronunciar el nombre de Dios (Yahveh) y, por eso, lo llamaban con el término Adonai, que significa señor.. En la actualidad, un caso muy de tabú religiosos se encuentra en el inglés de los Estados Unidos donde se evita el nombre Jesús y en su lugar se dice Gee.

- La muerte: Por ser un tópico de misterio y terror al mismo tiempo, es común que se evite mencionar las palabras muerte o muerto en ciertos contextos. En su lugar, existen variedad de términos eufemísticos como difunto, finado, extinto, descansar, irse, retirarse, etc.

- Las funciones fisiológicas: Los procesos naturales del cuerpo se consideran desagradables y las palabras que los designan, por lo tanto, son tabúes. Por lo general, en este caso también se recurre a eufemismos como hacer pipí en lugar de mear o hacer pupú en lugar de defecar. El lugar donde se realizan estas funciones también se considera tabú y hay una larga lista de palabras eufemísticas para designarlo: inodoro, servicio, privado, tocador, etc.

- El sexo: En la sociedad actual, los tabúes más importantes tienen que ver con el sexo. La razón de esto es probablemente la consideración de que es algo privado. Además, la religión durante mucho tiempo ha considerado al sexo como algo impuro. Los tabúes sexuales se refieren en concreto a tres grupos de términos. En primer lugar, se encuentran los términos que designan a los órganos sexuales. En segundo lugar, se encuentran las palabras que hablan designan el acto sexual del ser humano. Por último, están las palabras que se relacionan con la actividad de la prostitución.

### Nombres de animales
En ocasiones, se evita o se ha evitado nombrar un determinado animal, generalmente uno peligroso, bajo la creencia de que al nombrarlo por su nombre verdadero ese animal haría su aparición.
Así, la palabra «oso» en distintas familias de lenguas europeas procede de la sustitución de un término derivado del protoindoeuropeo *h₂ŕ̥tḱos por un eufemismo. El término empleado en las lenguas germánicas (en alemán: Bär; en inglés: bear; en sueco: björn) se ha atribuido tradicionalmente a *bʰerH- («marrón»), aunque en tiempos recientes se ha disputado este origen; por ejemplo, Ringe propone *ǵʰwḗr- ~ *ǵʰwér («bestia», «animal salvaje»). De igual manera, el término eslavo (en ruso: медведь; en polaco: niedźwiedź) procede de la descripción del oso como «el que se alimenta de miel», mientras que el término báltico (en letón: lācis; en letón: lokys) proviene de «el que lame». De forma similar, se cree que los términos utilizados en finés, karhu y kontio proceden, respectivamente, de karhea («áspero», referido a su piel) y kontata («gatear», «andar a cuatro patas»).
En el español de Andalucía, «serpiente» o «culebra» son palabras tabú que generalmente se sustituyen por «bicha». La expresión coloquial «mentar la bicha» significa decir el nombre real de la serpiente, o por extensión mencionar algo que trae mala suerte.